# T.J. McFarland
Timothy J. McFarland (ur. 8 czerwca 1989) – amerykański baseballista występujący na pozycji miotacza (relief pitchera).

## Przebieg kariery
Po ukończeniu szkoły średniej, McFarland zamierzał podjąć studia na University of Missouri, jednak w czerwcu 2007 został wybrany w czwartej rundzie draftu przez Cleveland Indians i dwa miesiące później podpisał kontrakt z organizacją tego klubu. Zawodową karierę rozpoczął od występów w GCL Indians (poziom Rookie), następnie grał w Lake County Captains (Class A). W kwietniu 2010 został przesunięty do Kinstin Indians (Class A Advanced) i jako zawodnik tego klubu, w czerwcu 2010 zagrał w Carolina League vs. California League All-Star Game. Sezon 2012 spędził w Akron Aeros (Double-A) i Columbus Clippers (Triple-A).
W grudniu 2012 został zawodnikiem Baltimore Orioles. W Major League Baseball zadebiutował 6 kwietnia 2013 w meczu przeciwko Minnesota Twins, w którym rozegrał 3⅓ zmiany, zaliczył 5 strikeoutów i oddał jedno uderzenie. 13 czerwca 2013 w spotkaniu z Boston Red Sox, wygranym przez Orioles 5–4 po trzynastu zmianach, zanotował pierwsze zwycięstwo w MLB. Po raz pierwszy jako starting pitcher zagrał 28 czerwca 2013 w meczu z New York Yankees.
1 lipca 2014 w meczu przeciwko Texas Rangers odniósł pierwsze zwycięstwo jako starter. W sezonie 2015 wystąpił w 30 meczach jako reliever.
W marcu 2017 podpisał kontrakt jako wolny agent z Arizona Diamondbacks. Sezon 2017 rozpoczął od występów w zespole Triple-A Reno Aces, a  do składu Diamondbacks został powołany 27 kwietnia. W sezonie 2020 grał w Oakland Athletics.